# Wellteam
Wellteam ist die Bezeichnung für mehrere Holdings sowie Produktions-, Handels- und Vertriebsgesellschaften der Familie Schöneberg in Ostwestfalen. Der Hauptsitz befindet sich in der ostwestfälischen Stadt Herford. Der Hauptgeschäftszweig ist die Herstellung von Verpackungen aus Wellpappe, daher wurde für die Unternehmen der Oberbegriff „Wellteam“ gewählt.

## Standorte und Produkte
Am Hauptstandort an der Zeppelinstraße 9 im Industriegebiet Diebrock haben die Schöneberg Holding GmbH und die Wellservice GmbH sowie die produzierenden Werke Wellformat GmbH & Co. KG (Wellpappenwerk) und Schöneberg Verpackungs-GmbH ihren Sitz. In dem 5000 Quadratmeter großen und 35,15 Meter hohen Hochregallager werden die Produkte gelagert.
An der Herringhauser Straße in Herringhausen befindet sich die Schöneberg Verpackung und an der Ahmser Straße 180 die Wellogistik GmbH, die den Transport und die Auslieferung der Waren übernimmt. Die Wellcarton Verpackungen und Displays GmbH & Co. KG, die hochveredelte Verpackungen und Displays herstellt, ist in Löhne-Gohfeld, Scheidkamp 1.

## Geschäftsleitung
Die Geschäftsleitung besteht aus Sieghard Schöneberg (Geschäftsführer und gesamtverantwortliche kaufmännische Leitung), Wilhelm Alexander Schöneberg (Geschäftsführer und gesamtverantwortliche technische Leitung), und Telemach Schöneberg (Geschäftsführer und gesamtverantwortliche Vertriebsleitung). Außerdem hat Jürgen König die Geschäftsleitung Finanz- und Rechnungswesen inne. Ebenfalls zur Geschäftsleitung der Holding gehört Peter Richert.

## Mitarbeiter und Umsatz
Im Jahr 2022 hatte das Unternehmen 650 Mitarbeiter und erzielte einen Umsatz von mehr als 120 Millionen Euro.

## Geschichte
1977 gründeten Friedrich-Wilhelm und Bärbel Schöneberg an der Elverdisser Straße in Herford die Firma Schöneberg Verpackung, die im folgenden Jahr um einen Zweigbetrieb an der Ackerstraße erweitert wurde. Von 1979 bis 1989 gab es Fertigwarenlager an der Bünder Straße und der Eimterstraße. 1982 erfolgte der Umzug in Produktionshallen an der Herringhauser Straße. Von 1988 bis 1990 befand sich ein Zweigbetrieb an der Goltzstraße. 1994 wurde die Firma wellcarton in Löhne übernommen, wo 2004 ein Hochregallager angebaut wurde. 1996 wurde die Firma wellformat gegründet und die erste Wellpappenanlage aufgebaut. 2004 erfolgte die Gründung der Firma welllogistik sowie die Zentralisierung des Fuhrparks und der Logistik. Im Jahr 2006 wurde die Schöneberg Holding gegründet und die Finanzbuchhaltung, das Personalwesen und der IT-Bereich zentralisiert. An der Herforder Zeppelinstraße wurden 2007 die zweite Wellpappenanlage und 2015 das Hochregallager gebaut. 2017 zog auch die Hauptverwaltung dorthin.
In den Jahren 2023 und 2024 sind der Bau eines weiteren Hochregallagers und weitere Investitionen geplant.

## Sonstiges
Sieghard Schöneberg ist auch Geschäftsführer des Herforder Tierparks.